# Marketwire
Marketwire es una compañía de comunicados de prensa y servicios de comunicación y flujo de trabajo, que tiene sus oficinas centrales en Toronto, Canadá con oficinas en Canadá, Estados Unidos, Sudamérica y Asia. Marketwire se fundó en 1993 y se incorporó a los EE.UU en 1999. La compañía distribuye comunicados de prensa a través de métodos tradicionales (Associated Press, Bloomberg, etc.), al igual que con los nuevos métodos de medios, y proporciona distribución de multimedia (foto y video), servicios de conferencia, administración de contactos en los medios y servicios de supervisión de medios. La compañía tiene más de 12,000 clientes en todo el mundo y veinte oficinas.

## Historia Corporativa
Marketwire, bajo su nombre original, Internet Wire, comenzó a prestar servicios en octubre de 1994, como la primera compañía de distribución de comunicados de prensa basados en Internet. La compañía fue fundada por el propietario de la agencia PR Michael Terpin y el comerciante en línea Michael Shuler en Los Ángeles, CA, y recibió capital de riesgo por $17.5 millones para extender sus operaciones en enero del año 2000. La compañía cambió su nombre a Market Wire en abril de 2003, después de cerrar un trato estratégico con NASDAQ.
En el 2006, Marketwire fue adquirida por CCNMatthews, una agencia de prensa en Canadá, con 25 años de antigüedad. La compañía adoptó el nombre de Marketwire unilateralmente. La compañía es ahora propiedad mayoritaria de OMERS Capital Partners, el brazo de participación privada de uno de los más grandes fondos de pensión de Canadá. La historia de la compañía se remonta a 1957.
En julio de 2010, Marketwire adquirió Sysomos, un servicio de monitoreo y análisis social, que ofrece a los clientes la capacidad de dar seguimiento a su presencia social en sitios tales como Facebook y Twitter.

## Operaciones
La actividad de esta empresa se puede categorizar en cuatro apartados:
- Distribución de Comunicados de Prensa
- Multimedia
- Administración de Medios
- Soluciones de Supervisión

### Asuntos Corporativos
El Presidente y director general de Marketwire es Michael J. Nowlan. Las oficinas centrales de la compañía se encuentran en Toronto, Ontario, Canadá. Las oficinas se encuentran ubicadas en Canadá, Estados Unidos, Sudamérica, y Asia. La compañía tiene más de 12,000 clientes en todo el mundo y cuenta con viente oficinas.

## Eventos Polémicos
El 24 de agosto de 2000, Mark Jakob, un antiguo empleado utilizó Internet Wire para enviar un comunicado de prensa fraudulento a los medios de información. El boletín de prensa reportaba con falsedad, que Emulex Corporation estaba con la soga al cuello; varios medios de noticias tomaron la noticia a la mañana siguiente, provocando que Emulex perdiera el 62% de su valor en el comercio de la mañana. El FBI descubrió más tarde que Jakob había contraído las acciones de Emulex, y fue sentenciado a 44 meses en prisión.

## Eventos Notables
En 1957, el primer directorio de medios de Canadá fue publicado por Syd Matthews. En 13 páginas, el listado contenía la dirección de correo y el personal de mayor categoría de 23 diarios periodísticos y se enviaba a 33 suscriptores. Marketwire celebró el 50 aniversario de este directorio el 10 de octubre de 2007.
En 1956, un importante ejecutivo del Departamento Federal de la Industria de nombre Ted Bullock fue asignado para promover negocios e industrias canadienses involucradas en la Feria Mundial de Bruselas el año siguiente. Pensó que una lista de todos los medios de comunicación del país, le podría ayudar a hacer mejor su trabajo. Así que sugirió a su amigo, Syd Matthews, que recopilara esa lista.